# 뉴스 오늘과 내일
뉴스 오늘과 내일은 대한민국에서 평일마다 밤 12시부터 밤 12시 30분까지 텔레비전으로 방송되었던 MBN의 심야 뉴스 프로그램이다.
평일은 30분으로 방송분량이 나간다.

## 그 외 MBN 뉴스 프로그램
- 굿모닝 MBN
- 생방송 매일경제
- 뉴스광장
- 뉴스 1
- MBN 뉴스 M
- MBN 뉴스 10